# イナズマアンカー

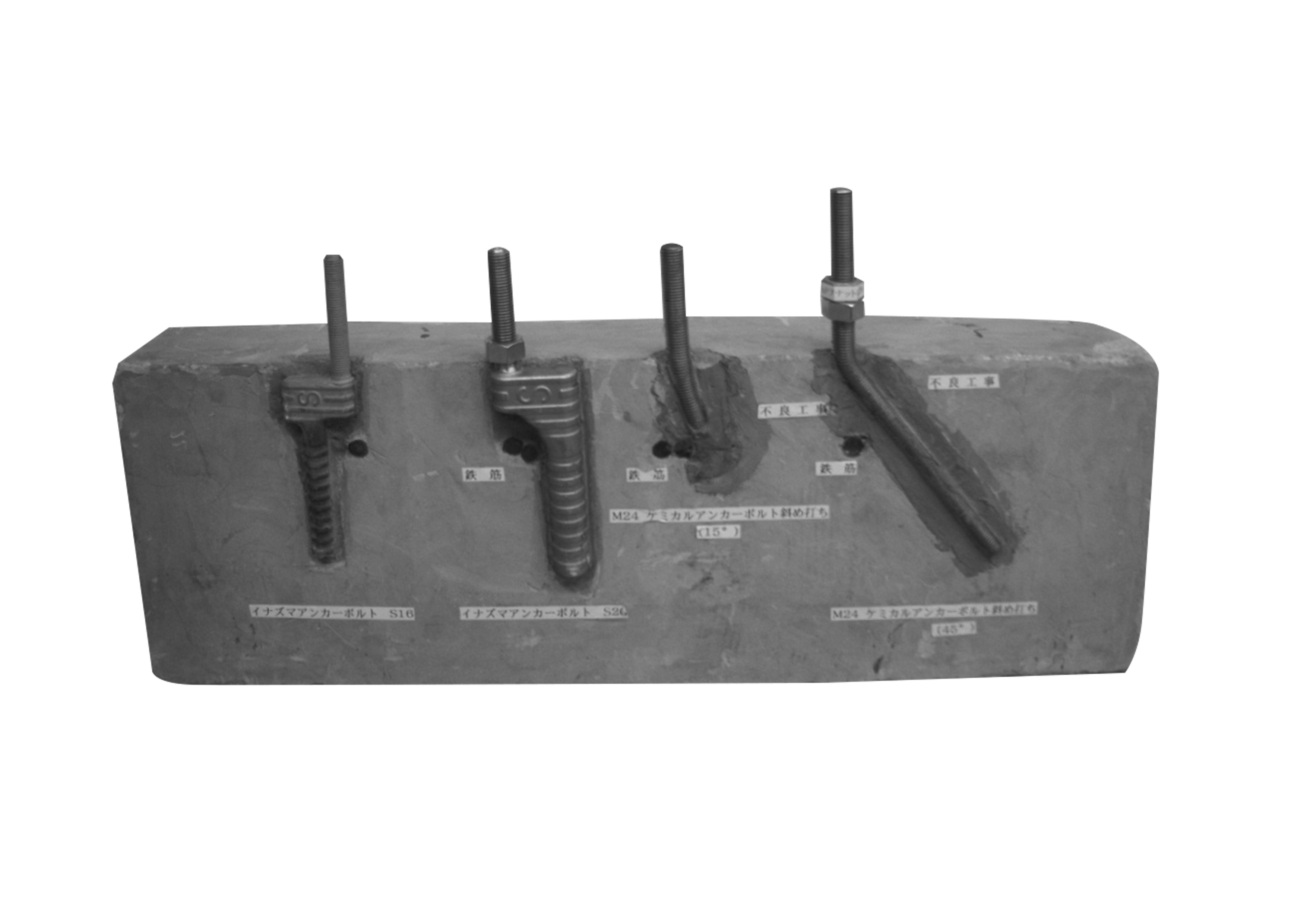
イナズマアンカー

イナズマアンカーボルト、偏心アンカーボルト（英: Deflective anchor bolt）とは、埋込み部と接続部が偏心しているアンカーボルトのこと。鉄筋に遭遇したとき、取付位置を変えずに施工できる接着系あと施工アンカーボルトである。

## 種類
- 形状は、T型、S型、TS型、TSW型がある。
- 太さは、M12、M16、M20、M22、M24などがある。
- 材質は、SS400、SUS304がある。

## イナズマアンカー工法
イナズマアンカー工法とは、接着系あと施工アンカーの分野において、偏心アンカボルトを使用し、躯体中の鉄筋を躱す工法である。機器取付ネジ部直下でコンクリート内部鉄筋との干渉が予想される時、取付位置を変えずに施工できる新工法である。
鉄筋コンクリート基礎に、機械設備設置のための底面部や横面部の固定及びコンクリート母材への懸架物の支持・固定に使用する。

### 活用の効果
比較対象（従来技術）：ストレートアンカー工法
- 経済性：従来施工費の1/4
- 工程：従来工期の1/14
- 品質：同程度以上
- 安全性：同程度以上
- 施工性：向上
- 周辺環境への影響：向上